# 1039
 Năm 1039 là một năm trong lịch Julius. 